# جیووانی گالئونه
جیووانی گالئونه (انگلیسی: Giovanni Galeone؛ زادهٔ ۲۵ ژانویهٔ ۱۹۴۱) بازیکن فوتبال اهل ایتالیا است.
از باشگاه‌هایی که در آن بازی کرده‌است می‌توان به باشگاه فوتبال مونتسا و باشگاه فوتبال اودینزه اشاره کرد.